# Ramón Mateo
Ramón Mateo (ur. 23 czerwca 1958 w San Juan de la Maguana) – dominikański szachista, arcymistrz od 2008.
Jest pierwszym (i jak do tej pory jedynym) w historii dominikańskim szachistą, który otrzymał tytuł arcymistrza. Siedmiokrotnie zwyciężał w mistrzostwach Dominikany w szachach, w latach 1979, 1986, 2000, 2002, 2003, 2004 oraz 2010. Oprócz tego, trzykrotnie zdobył tytuły wicemistrza kraju (1984, 1985, 1999). 
Wielokrotnie reprezentował Dominikanę w rozgrywkach drużynowych, m.in.: dziesięciokrotnie na olimpiadach szachowych (w latach 1978, 1980, 1982, 1984, 1986, 1988, 2002, 2004, 2006, 2008), będąc pod tym względem rekordzistą swojego kraju.
Do jego sukcesów w turniejach międzynarodowych należą m.in. I m. w Balaguerze (2004), dz. I m. w Santo Domingo (2006, wspólnie z Nikołą Mitkowem i Jaanem Ehlvestem), II m. w Madrycie (2007, za Renierem Vázquezem Igarzą) oraz I m. w Colomiers (2008).
Najwyższy ranking w dotychczasowej karierze osiągnął 1 kwietnia 2008 r., z wynikiem 2506 punktów zajmował wówczas 1. miejsce wśród dominikańskich szachistów.